# 교황 고르넬리오
교황 고르넬리오(라틴어: Cornelius, 이탈리아어: Cornelio)는 제21대 교황(재위: 251년 3월/4월 - 253년 6월)이다.
사후 시성되었으며, 축일은 9월 16일이다.

## 그리스도교 박해 시기
로마 황제 데키우스(249년~ 251년)는 로마 제국의 영토에 거주하는 모든 기독교인을 산발적이고 지엽적으로 박해하였다. 250년 1월부터 그는 모든 제국 신민은 감독관이 지켜보는 가운데 황제의 신상에 분향하며 제물을 바칠 것을 명하는 칙령을 내렸다. 만약 이를 어길 시에는 처형하도록 하였다. 많은 종교인이 자신들의 목숨을 보존하기 위해 감독관이 지켜보는 가운데 황제의 신상 앞에 분향하며 제물을 바쳤지만, 기독교도들은 우상 숭배라는 이유로 이를 거부함으로써 교황 파비아노를 비롯하여 많은 이가 순교하였다. 교황 파비아노가 순교한 후에도 계속해서 기독교에 대한 박해가 치열하였으므로 교회는 후임 로마의 주교 즉, 교황을 선출할 여유가 없었다. 교황의 부재기간 동안 교회는 로마 교구 사제단에 의하여 임시 통치되었다. 일련의 박해기간 중에 교회는 두 세력으로 양분되었다. 로마 교구의 사제 노바시아노를 중심으로 한 세력은 황제의 박해기간 동안에 고문과 죽음 등이 두려워 배교하거나 교회 활동을 그만둔 사람들은 설사 나중에 자신들의 죄를 뉘우치고 회개할 지라도 다시 교회에 받아들일 수 없다고 주장하였다(노바시아노주의 참조). 이들은 배교자들이 교회로 다시 들어오려면 세례를 다시 받아야 한다고 주장하였다. 그러나 역시 로마 교구의 사제인 고르넬리오와 카르타고의 주교 치프리아노를 포함한 또 다른 세력은 배교했다고 해서 세례를 다시 받을 필요는 없으며, 대신 참회한 후 고해성사를 받고 용서받은 죄에 대한 보속만 하면 된다고 가르쳤다. 한편, 데키우스는 교황만 없으면 기독교는 결국 없어질 것이라는 판단 하에 온갖 방법을 동원하여 새 교황이 선출되는 것을 방해하였다. 그러나 고트족의 침입 때문에 데키우스는 군대를 이끌고 전투 지역으로 떠나야 했으며, 그 동안에 새 교황이 선출되었다. 14개월 동안의 사도좌 공석 기간 중에 유력한 교황 후보자였던 모세스가 순교하게 되었다. 노바시아노는 자신이 새 교황으로 선출될 것으로 기대하였지만, 그의 기대와는 달리 고르넬리오가 251년 3월에 새 교황으로 선출되었다.

## 교황
노바시아노는 자신이 교황으로 선출되지 못했을 뿐만 아니라 재세례를 믿지 않은 고르넬리오가 교황으로 선출된 것에 대해 앙심을 품었다. 그리하여 그는 고르넬리오에 대한 반역을 획책하면서 스스로 대립교황이 되어 교회 내에 분파를 조직하였다. 고르넬리오가 교황으로 선출된 후, 노바시아노는 자신의 사상에 더 심취하였으며 만약 주교가 죄를 짓는 것은 다른 모든 사람이 죄를 짓는 것보다 더 나쁜 것이기 때문에 살아 생전에 용서를 받을 수 없으며, 최후의 심판 때에 가서야 겨우 용서받을 수 있다고 주장하였다. 고르넬리오가 치프리아노 및 디오니시오와 대다수 아프리카 주교들과 동방 주교들의 지지를 받는 한편 노바시아노는 고르넬리오를 교황으로 인정하지 않는 로마 교구의 소수 사제들 및 평신도들의 지지를 받았다. 고르넬리오는 60명의 주교들을 모아 주교 시노드를 소집하였다. 주교 시노드에서는 고르넬리오를 적법한 교황으로 다시 한 번 재확인한 동시에 노바시아노와 그를 따르는 추종자들을 모두 파문한다고 선언하였다. 주교 시노드에서는 또한 데키우스 황제의 박해기간 동안 배교하거나 활동하지 않은 기독교 신자들에 대한 문제도 다루었는데, 이들은 자신들의 죄를 진심으로 뉘우치고 고해성사를 받아야만 성찬례에 참여할 수 있다고 확인하였다.
주교 시노드의 판결은 당시 노바시아노의 후원자 가운데 가장 대표적이었던 인물인 안티오키아의 주교에게 보내졌다. 안티오키아의 주교에게 서신을 보낸 목적은 그에게 주교 시노드의 판결을 알려 승복시키기 위함이었다. 고르넬리오가 주변 주교들에게 보낸 서신들은 당시 교회 세력이 어느 정도까지 미쳤는지 알 수 있는 중요한 역사적 자료이기도 하다. 또한, 로마 교회의 조직을 보여주는 근거가 되기도 하다. 고르넬리오는 서신에서 로마 교회에 대해 사제 46명, 부제 7명, 차부제 7명, 시종직 42명, 수문직 52명 및 1,500명 이상의 과부와 약 5만 명 이상의 신자로 구성된 공동체라고 언급하였다.

## 죽음과 서간들
251년 6월, 데키우스 황제가 고트족과의 전투 도중에 전사하였다. 데키우스 황제가 죽자 즉시 그의 뒤를 이어 트레보니아누스 갈루스가 새 로마 황제로 등극하였다. 252년 6월 기독교에 대한 로마 제국의 박해가 재개되었으며, 고르넬리오 교황은 오늘날 이탈리아 치비타베키아로 유배되어 그곳에서 253년 6월에 선종하였다. 《리베리오 교황표》는 고르넬리오가 힘겨운 유배생활을 보내다가 쓰러져 선종한 것이라고 적고 있다. 하지만 후대 문헌들에서는 고르넬리오 교황이 참수형으로 순교했다고 기록되어 있다. 고르넬리오 교황은 사후 역대 교황이 묻혀 있는 지하 무덤에 안장되지 않고, 근처에 있는 지하 무덤에 안장되었다. 그리고 그의 묘비에는 ‘고르넬리오 주교 순교자(Cornelius Martyr Ep)’라는 문구가 새겨졌는데, 전임 교황들이나 후임 교황인 루치오 1세와는 달리 그리스어가 아닌 라틴어였다. 한편, 고르넬리오 교황이 유배 생활 중에 쓴 서간들은 치프리아노나 노바시아노와 같이 교육받은 사람들이 사용하던 전통적인 양식이 아닌 비격식 라틴어로 쓰여져 있다. 참고로 치프리아노는 주교이자 신학자였으며, 노바시아노는 철학자 출신이었다. 이로 미루어 볼 때, 고르넬리오는 부유한 집안 출신이 아니었으며, 따라서 수준 높은 교육을 받지 못했을 것이라고 짐작할 수 있다. 고르넬리오가 유배 중에 쓴 서간에는 ‘구마 사제’라는 성직품이 처음으로 언급되기도 하였다. 구마(驅魔)라는 것은 기도를 통해 장소나 사물 또는 사람을 악마에 의한 고통과 파괴, 사로잡힘에서 벗어나게 하는 것을 가리키는 것으로서 주교에게 명시적 허락을 받은 사제만이 거행할 수 있는 예식이다. 교회법적으로 각 교구별로 구마 사제가 의무적으로 상주하고 있어야 하며, 1972년 교황 바오로 6세에 의해 구마품이 폐지되면서 구마 예식이 규제되기 전까지는 전통적으로 소(小) 구마 예식이 거행되었다.
고르넬리오 교황의 유해 중 일부는 중세 시대에 독일로 옮겨졌다. 그의 머리는 아헨에 있는 코르넬리뮌스터 대수도원에서 가져갔고, 라인란트에서는 연인들의 수호성인으로 공경을 받았다.

## 같이 보기
- 교황 목록